# Boarmia diffusaria
Boarmia diffusaria är en fjärilsart som beskrevs av Gustav Fridolin Albers 1949. Boarmia diffusaria ingår i släktet Boarmia och familjen mätare. Inga underarter finns listade i Catalogue of Life.